# Pleurocryptella infecta
Pleurocryptella infecta is een pissebed uit de familie Bopyridae. De wetenschappelijke naam van de soort is voor het eerst geldig gepubliceerd in 1923 door Nierstrasz & Brender à Brandis.